# Dulce Nombre (La Unión)
Dulce Nombre è un distretto della Costa Rica facente parte del cantone di La Unión, nella provincia di Cartago.